# Assassinats de la família Watts
Els assassinats de la família Watts es van produir a primera hora del matí del 13 d'agost de 2018 a Frederick, Colorado. Mentre estava sent entrevistat per la policia, Christopher Lee Watts (nascut el 16 de maig de 1985) va admetre que va matar la seva dona embarassada Shanann Cathryn Watts (amb nom de soltera Rzucek, nascuda el 10 de gener de 1984) mitjançant l'estrangulament. Més tard, va admetre que havia matat les seves filles, Bella, de quatre anys, i Celeste, de tres anys, estrangulant-les amb una manta.
El 6 de novembre de 2018 se'l va declarar culpable de múltiples delictes d'assassinat en primer grau com a part d'un acord per retirar la pena de mort de la sentència. Va ser condemnat a cinc condemnes a presó perpètua sense possibilitat de llibertat condicional.

## Context
Christopher Lee Watts i Shanann Cathryn Watts eren originaris de Spring Lake i Aberdeen, Carolina del Nord, respectivament. Es van conèixer el 2010 i es van casar al comtat de Mecklenburg el 3 de novembre de 2012, segons registres en línia. Van tenir dues filles: Bella Marie Watts (nascuda el 17 de desembre de 2013) i Celeste Cathryn "CeCe" Watts (nascuda el 17 de juliol de 2015). Vivien en una casa de cinc habitacions a Frederick, Colorado, comprada el 2013, i es van declarar en fallida el 2015. Chris treballava a Anadarko Petroleum, mentre que Shanann era representant independent de la companyia de màrqueting multinivell Le-Vel, venent un producte anomenat Thrive. En el moment de la seva mort, estava embarassada de 15 setmanes d'un fill al que havien anomenat Nico Lee Watts.

## Desaparició
Shanann va tornar a casa d'un viatge de negocis a Arizona a la 1:48 de la matinada del 13 d'agost de 2018, després que la portés a casa la seva amiga i companya de feina, Nickole Utoft Atkinson. Chris era a casa amb les nenes. Més tard, aquell mateix dia, Atkinson va denunciar la desaparició de Shanann i les nenes, després de preocupar-se perquè Shanann va faltar a una cita programada amb el seu ginecòleg i no contestava els missatges de text. Després de perdre una reunió de negocis, Atkinson va anar a casa dels Watts cap a les 12:10 del migdia. Després de trucar a la porta i no rebre resposta, Atkinson va comunicar-se amb Chris, que treballava, i va trucar al departament de policia de Frederick.
Un oficial va arribar per fer un control cap a les 13.40 hores. Chris va arribar a casa i va parlar amb l'oficial. Durant el control, va donar permís a l'agent de policia per escorcollar la casa, però no hi havia cap rastre de Shanann ni de les noies. Els investigadors van descobrir a casa la seva bossa amb el telèfon i les claus. El seu cotxe, amb els seients de les nenes, es trobava al garatge. El seu anell de noces es va trobar al llit principal.
L'FBI i l'Agència de Colorado d'Investigació va començar la investigació l'endemà, 14 d'agost. Chris inicialment va dir a la policia que no tenia ni idea d'on eren Shanann, Bella i Celeste i que no havia vist la seva muller des del dia 13 a les 5:15 del matí, quan ell va marxar a treballar. Va donar entrevistes a televisió davant de la casa demanant el seu retorn.

## Procediments legals

### Detenció i càrrecs
Watts va ser arrestat el 15 d'agost de 2018. A la declaració durant la detenció, va fallar en una prova de polígraf i posteriorment va confessar que va assassinar Shanann. Va demanar parlar amb el seu pare abans de confessar. Segons la declaració jurada, tenia una aventura i va afirmar que havia demanat la separació de Shanann. Durant la investigació, va afirmar que ella havia estrangulat les nenes en resposta a la seva sol·licitud de separació i, en un atac de ràbia, ell la va escanyar a ella i després va transportar els cossos a un lloc remot d'emmagatzematge de petroli on treballava.
Les autoritats van localitzar els cossos de la família Watts a la propietat d'Anadarko Petroleum, el 16 d'agost. Va ser acomiadat el 15 d'agost, el dia de la seva detenció. Els cossos de les nenes es van trobar amagats en tancs de petroli. Shanann va ser enterrada en una fossa poc profunda propera.
El 21 d'agost, Watts va ser acusat de cinc delictes d'assassinat en primer grau, incloent-hi un càrrec addicional per cada infant com a "mort d'un nen que encara no havia complert els 12 anys i l'acusat estava en posició de confiança", interrupció il·legal d'un embaràs i tres acusacions de manipulació d'un cadàver humà. Li van denegar la fiança en la seva primera compareixença judicial. En una audiència posterior, la seva fiança es va fixar en 5 milions de dòlars, sent obligat a deixar el 15% per ser alliberat.
El cas s'ha relacionat amb el delicte d'aniquilació familiar. Molts d'aquests delictes es produeixen a l'agost, abans que comenci l'escola, cosa que pot endarrerir la detecció i la investigació. Segons l'exmembre de l'FBI Candice DeLong, casos com el de Watts són rars, perquè 'els anihiladors de la família en general se suïciden després dels assassinats', una acció que l'acusat va afirmar haver contemplat.
En una entrevista, l'advocat de Watts va afirmar que va confessar haver matat Shanann després d'una discussió sobre el divorci. Durant l'assassinat, Bella va entrar. Després li va dir que Shanann estava malalta. Va carregar el cos de Shanann i les nenes sense els seients infantils al seient del darrere de la seva furgoneta de treball. Més tard, les va asfixiar, una darrere l'altra, amb una manta i les va llençar a un dipòsit de petroli.

### Acord i sentència
Watts es va declarar culpable dels assassinats el 6 de novembre. L'advocat del districte no va proposar la pena de mort a petició de la família de Shanann, que no desitjava més morts. Es van mostrar partidaris de la decisió d'acceptar l'acord de demanda. El 19 de novembre va ser condemnat a cinc penes de cadena perpètua —tres de consecutives i dues de simultànies— sense possibilitat de llibertat condicional. Va rebre 48 anys addicionals per la interrupció il·legal de l'embaràs de Shanann i 36 anys per tres càrrecs de manipulació d'un cos mort. Després d'això, li van revocar la fiança de 5 milions de dòlars i va ingressar immediatament a presó.
El 3 de desembre de 2018, Watts va ser traslladat a una ubicació fora de l'estat per "problemes de seguretat". El 5 de desembre de 2018 va arribar a la Dodge Correctional Institution, una presó de màxima seguretat, a Waupun, Wisconsin, per continuar complint les seves condemnes a presó perpètua.

## Adaptacions
El 26 de gener del 2020, Lifetime va estrenar una pel·lícula anomenada Chris Watts: Confessions of a Killer com a part del llargmetratge "Ripped from the Headlines". Sean Kleier fa el paper de Chris i Ashley Williams el de Shanann. La família de Shanann es va pronunciar en contra de la pel·lícula. Van dir que la família no havia estat consultada al respecte i que no havien estat conscients de la seva producció fins que ja s'havia filmat. Van dir que no volen diners i temen que faci augmentar l'assetjament en línia que ja havien rebut.
El 30 de setembre de 2020, Netflix va estrenar American Murder: The Family Next Door, un documental sobre els assassinats de la família Watts. El documental inclou imatges d'arxiu que presenten gravacions reals quotidianes, publicacions a les xarxes socials, missatges de text i enregistraments del procediment legal contra Chris.